# Constantijn Jonker
Constantijn Remme Benjamin Jonker (Utrecht, 20 september 1987) is een Nederlands hockeyer.
Jonker begon met hockey op jonge leeftijd bij de jeugd van HC Kampong waar hij met verschillende teams meerdere landskampioenschappen bij de jeugd behaalde. In 2004 debuteerde hij voor Kampong Heren 1 wat dat jaar degradeerde naar de Overgangsklasse. Een seizoen later keerde de club weer terug naar de Hoofdklasse.
Jonker maakte deel uit van de nationale jeugdploegen onder 16, onder 18 en onder 21, waarmee hij driemaal Europees kampioen werd.
In 2006 maakte hij op 19-jarige leeftijd zijn debuut voor het Nederlandse hockeyteam in een oefenwedstrijd tegen Engeland. 
Tijdens de finale ronde van de HWL in 2014 scoort Jonker 5 keer. In de door Nederland gewonnen finale tegen Nieuw-Zeeland scoort Jonker drie maal.
In het seizoen 2013-2014 scoorde hij zijn 100e doelpunt in de Hoofdklasse.
In 2013 werd Jonker uitgeroepen tot Kampong sporter van jaar.